# Lídia Ginsburg
Lídia Iàkovlevna Ginsburg (rus: Ли́дия Я́ковлевна Ги́нзбург; nascuda el 18 de març de 1902 a Odessa, morta el 17 de juliol de 1990 a Leningrad), fou una escriptora i crítica literària russa i soviètica, autora de memòries. Ginzburg estigué, durant la major part de la seva vida, treballant a Leningrad i va viure durant la Segona Guerra Mundial el setge de Leningrad. Molts dels seus textos no va aparèixer impresos fins a l'arribada de la glàsnost en la dècada del 1980, i posteriorment va obtenir un ple reconeixement de la seva obra. Fou guardonada amb el Premi Estatal de l'URSS  (1988).
Lídia Ginsburg era alumna de l'escriptor i crític literari Iuri Tiniànov, i pertanyia a una generació de formalistes i semiòlegs russos que van atraure l'atenció tan al seu país com a Occident pels seus estudis culturals i històrics.
El seu treball anterior estigué dedicat a autors com Puixkin, Marcel Proust i Lev Tolstoi, i igual que el seu mestre Tiniànov, estava interessada sobretot als textos que es troben a la frontera entre el gènere literari i el purament documental; cartes, diaris, memòries i similars.
Coneixia personalment Akhmàtova, Maiakovski, Xklovski, Eichenbaum, Nadejda Mandelstam i va escriure sobre les seves vivències amb ells. Fou també autora d'articles sobre Benedíktov, Viàzemski, Venevítinov, i de monografies sobre Lérmontov i Herzen. Des del 1935 fou membre de la Unió d'Escriptors Soviètics.
A partir de la seva primera publicació 1926 Ginsburg va escriure una sèrie de llibres i articles sobre l'orientació teòrica, i en la dècada del 1980 també van arribar a la impremta assajos, memòries i prosa.
Bona part d'aquest material de mitjans de 1920 en endavant, per raons polítiques, i potser fins i tot personals, no havia estat publicat abans. Al llibre "La literatura a la recerca de la realitat", rus: Литература в поисках реальности Literatura v poiskakh realnosti, apareix la seva prosa més literària per primer cop en forma de llibre, i després hagué de compartir espai amb textos de caràcter més teòric. No obstant això, el gènere d'autobiografia en prosa és el que genera una major atenció.
La seva obra cabdal "Notes del setge" rus: Записки блокадного человека Zapiski blokàdnogo txeloveka, publicada el 1987, fou escrita principalment el 1942 i es basa en les notes de la mateixa autora durant la Segona Guerra Mundial, quan Leningrad va ser assetjada per l'exèrcit alemany durant 900 dies. L'obra ha estat traduïda a l'anglès, francès, castellà, neerlandès i suec.
Ginsburg va sobreviure a les purgues estalinistes, als 900 dies de bloqueig de Leningrad (on va perdre la seva mare - 1942- que va morir de distròfia) i a la campanya anti-jueva de la dècada de 1940 i principis de 1950 i es va convertir en amiga i inspiració per a una nova generació de poetes, entre ells Aleksandr Kúixner.